# Liga Argentina de Voleibol
La Liga Argentina de Voleibol è la massima serie del campionato argentino di pallavolo maschile: al torneo partecipano undici squadre di club argentine e la squadra vincitrice si fregia del titolo di campione di Argentina.

## Albo d'oro
| Dal 1996 al 2007 la competizione è denominata Liga A1 de Vóley   |                       |                          |                          |
| 1996-97 Dettagli                                                 | Peñarol Mar del Plata | Boca Juniors             | -                        |
| 1997-98 Dettagli                                                 | Luz y Fuerza          | Ferro Carril Oeste       | Club Náutico Hacoaj      |
| 1998-99 Dettagli                                                 | River Plate           | Club de Amigos           | Universidad Buenos Aires |
| 1999-00 Dettagli                                                 | Club Náutico Hacoaj   | Azul                     | Club de Amigos           |
| 2000-01 Dettagli                                                 | Azul                  | Club de Amigos           | Obras Sanitarias         |
| 2001-02 Dettagli                                                 | Rojas Scholem         | Universidad Buenos Aires | Vélez Sarsfield          |
| 2002-03 Dettagli                                                 | Bolívar               | Rojas Scholem            | Alianza Jesús María      |
| 2003-04 Dettagli                                                 | Bolívar               | Social Monteros          | Club de Amigos           |
| 2004-05 Dettagli                                                 | Social Monteros       | Bolívar                  | Sonder                   |
| 2005-06 Dettagli                                                 | Club de Amigos        | Sonder                   | Bolívar                  |
| 2006-07 Dettagli                                                 | Bolívar               | Gigantes del Sur         | Boca Juniors             |
| Dal 2007 la competizione è denominata Liga Argentina de Voleibol |                       |                          |                          |
| 2007-08 Dettagli                                                 | Bolívar               | Chubut                   | Gigantes del Sur         |
| 2008-09 Dettagli                                                 | Bolívar               | La Unión de Formosa      | UPCN                     |
| 2009-10 Dettagli                                                 | Bolívar               | UPCN                     | La Unión de Formosa      |
| 2010-11 Dettagli                                                 | UPCN                  | Bolívar                  | Buenos Aires Unidos      |
| 2011-12 Dettagli                                                 | UPCN                  | Boca Juniors             | Bolívar                  |
| 2012-13 Dettagli                                                 | UPCN                  | Buenos Aires Unidos      | Bolívar                  |
| 2013-14 Dettagli                                                 | UPCN                  | Lomas                    | Sarmiento                |
| 2014-15 Dettagli                                                 | UPCN                  | Bolívar                  | Boca Juniors             |
| 2015-16 Dettagli                                                 | UPCN                  | Bolívar                  | Lomas                    |
| 2016-17 Dettagli                                                 | Bolívar               | UPCN                     | Ciudad                   |
| 2017-18 Dettagli                                                 | UPCN                  | Bolívar                  | Lomas                    |
| 2018-19 Dettagli                                                 | Bolívar               | Obras Sanitarias         | UPCN                     |
| 2019-20 Dettagli                                                 | Non assegnato         | Non assegnato            | Non assegnato            |

## Palmarès
| Squadra               | Titolo | Stagione                                                               |
| --------------------- | ------ | ---------------------------------------------------------------------- |
| Bolívar               | 8      | 2002-03, 2003-04, 2006-07, 2007-08, 2008-09, 2009-10, 2016-17, 2018-19 |
| UPCN                  | 7      | 2010-11, 2011-12, 2012-13, 2013-14, 2014-15, 2015-16, 2017-18          |
| Peñarol Mar del Plata | 1      | 1996-97                                                                |
| Luz y Fuerza          | 1      | 1997-98                                                                |
| River Plate           | 1      | 1998-99                                                                |
| Club Náutico Hacoaj   | 1      | 1999-00                                                                |
| Azul                  | 1      | 2000-01                                                                |
| Rojas Scholem         | 1      | 2001-02                                                                |
| Social Monteros       | 1      | 2004-05                                                                |
| Club de Amigos        | 1      | 2005-06                                                                |